# Hypnoidus rufescens
Hypnoidus rufescens là một loài bọ cánh cứng trong họ Elateridae. Loài này được Gebler miêu tả khoa học năm 1847.